# Shandonghalvøen
Shandonghalvøen (山东半岛, pinyin: Shandong Bandao, også kaldt Jiaodonghalvøen, 胶东半岛), er en halvø i provinsen Shandong i det nordøstlige Kina. Den udgør en del af den søndre bred af Bohaihavet og ligger ellers ved det Gule Hav.
De største byer på halvøen er Qingdao, Yantai og Weihai.
37°N 121°Ø / 37°N 121°Ø